# Pływanie na Letnich Igrzyskach Olimpijskich 2020 – 4 × 100 m stylem dowolnym mężczyzn
4 × 100 m stylem dowolnym mężczyzn – jedna z konkurencji pływackich, które odbyły się podczas XXXII Igrzysk Olimpijskich w Tokio. Eliminacje miały miejsce 25 lipca, a finał konkurencji 26 lipca 2021 roku.

## Terminarz
Wszystkie godziny podane są w czasie japońskim (UTC+09:00) oraz polskim (CEST).
| Data          | Godzina rozpoczęcia | Godzina rozpoczęcia |            |
| Data          | UTC+09:00           | CEST                |            |
| ------------- | ------------------- | ------------------- | ---------- |
| 25 lipca 2021 | 21:10               | 14:10               | Eliminacje |
| 26 lipca 2021 | 12:05               | 5:05                | Finał      |

## Rekordy
Przed zawodami rekord świata i rekord olimpijski wyglądały następująco:
| Rekord            | Reprezentacja | Czas    | Miejsce | Data             |
| ----------------- | --- | ------- | ------- | ---------------- |
| Rekord świata     | Stany Zjednoczone · Michael Phelps (47,51) · Garrett Weber-Gale (47,02) · Cullen Jones (47,65) · Jason Lezak (46,06) | 3:08,24 | Pekin   | 11 sierpnia 2008 |
| Rekord olimpijski | Stany Zjednoczone · Michael Phelps (47,51) · Garrett Weber-Gale (47,02) · Cullen Jones (47,65) · Jason Lezak (46,06) | 3:08,24 | Pekin   | 11 sierpnia 2008 |

## Wyniki

### Eliminacje
| Miejsce | Wyścig | Tor | Państwo           | Zawodnicy                                                                                               | Czas    | Uwagi |
| ------- | ------ | --- | ----------------- | --- | ------- | ----- |
| 1.      | 1      | 5   | Włochy            | Alessandro Miressi (47,46) Santo Condorelli (47,90) Lorenzo Zazzeri (47,29) Manuel Frigo (47,64)        | 3:10,29 | Q,    |
| 2.      | 2      | 4   | Stany Zjednoczone | Brooks Curry (48,84) Blake Pieroni (47,71) Bowen Becker (47,59) Zach Apple (47,19)                      | 3:11,33 | Q     |
| 3.      | 2      | 5   | Australia         | Cameron McEvoy (49,18) Zac Incerti (47,64) Alexander Graham (48,44) Kyle Chalmers (46,63)               | 3:11,89 | Q     |
| 4.      | 1      | 6   | Francja           | Clément Mignon (48,58) Maxime Grousset (47,41) Charles Rihoux (48,27) Mehdy Metella (48,09)             | 3:12,35 | Q     |
| 5.      | 1      | 3   | Brazylia          | Breno Correia (48,67) Pedro Spajari (48,15) Gabriel Santos (48,43) Marcelo Chierighini (47,34)          | 3:12,59 | Q     |
| 6.      | 2      | 6   | Węgry             | Kristóf Milák (48,56) Szebasztián Szabó (48,44) Richárd Bohus (48,27) Nándor Németh (47,46)             | 3:12,73 | Q     |
| 7.      | 2      | 2   | Kanada            | Brent Hayden (48,51) Joshua Liendo (47,67) Ruslan Gaziev (49,04) Yuri Kisil (47,78)                     | 3:13,00 | Q     |
| 8.      | 1      | 4   | ROC               | Władisław Griniew (48,39) Andriej Minakow (47,48) Władimir Morozow (48,13) Aleksandr Szczogolew (49,13) | 3:13,13 | Q     |
| 9.      | 2      | 3   | Wielka Brytania   | Matthew Richards (48,23) James Guy (48,03) Joe Litchfield (49,41) Jacob Whittle (47,50)                 | 3:13,17 |       |
| 10.     | 1      | 7   | Serbia            | Velimir Stjepanović (48,74) Andrej Barna (47,50) Uroš Nikolić (48,94) Nikola Aćin (48,53)               | 3:13,71 | NR    |
| 11.     | 1      | 8   | Polska            | Karol Ostrowski (48,67) Kacper Majchrzak (49,02) Konrad Czerniak (48,51) Jakub Kraska (47,68)           | 3:13,88 | NR    |
| 12.     | 2      | 1   | Holandia          | Nyls Korstanje (49,15) Stan Pijnenburg (47,35) Thom de Boer (49,39) Jesse Puts (48,18)                  | 3:14,07 |       |
| 13.     | 1      | 1   | Japonia           | Katsumi Nakamura (48,56) Shinri Shioura (48,63) Akira Namba (48,66) Kaiya Seki (48,59)                  | 3:14,44 |       |
| 14.     | 2      | 7   | Szwajcaria        | Roman Mityukov (48,46) Nils Liess (49,17) Noè Ponti (48,62) Antonio Djakovic (48,40)                    | 3:14,65 |       |
| 15.     | 1      | 2   | Grecja            | Andreas Wazeos (48,65) Kristian Gołomeew (47,95) Odysseus Meladinis (49,69) Apostolos Christou (49,00)  | 3:15,29 |       |
| 16.     | 2      | 8   | Niemcy            | Damian Wierling (48,96) Marius Kusch (48,71) Christoph Fildebrandt (48,72) Jan Eric Friese (48,95)      | 3:15,34 |       |

### Finał
| Miejsce | Tor | Państwo           | Zawodnicy                                                                                              | Czas    | Uwagi |
| ------- | --- | ----------------- | --- | ------- | ----- |
| 1 !     | 5   | Stany Zjednoczone | Caeleb Dressel (47,26) Blake Pieroni (47,58) Bowen Becker (47,44) Zach Apple (46,69)                   | 3:08,97 |       |
| 2 !     | 4   | Włochy            | Alessandro Miressi (47,72) Thomas Ceccon (47,45) Lorenzo Zazzeri (47,31) Manuel Frigo (47,63)          | 3:10,11 | NR    |
| 3 !     | 3   | Australia         | Matthew Temple (48,07) Zac Incerti (47,55) Alexander Graham (48,16) Kyle Chalmers (46,44)              | 3:10,22 |       |
| 4.      | 1   | Kanada            | Brent Hayden (47,99) Joshua Liendo (47,51) Yuri Kisil (47,15) Markus Thormeyer (48,17)                 | 3:10,82 | NR    |
| 5.      | 7   | Węgry             | Kristóf Milák (48,24) Szebasztián Szabó (47,44) Richárd Bohus (47,81) Nándor Németh (47,57)            | 3:11,06 | NR    |
| 6.      | 6   | Francja           | Maxime Grousset (47,52) Florent Manaudou (47,62) Clément Mignon (48,01) Mehdy Metella (47,94)          | 3:11,09 |       |
| 7.      | 8   | ROC               | Andriej Minakow (47,71) Władisław Griniew (47,94) Władimir Morozow (48,15) Klimient Kolesnikow (48,40) | 3:12,20 |       |
| 8.      | 2   | Brazylia          | Breno Correia (48,69) Pedro Spajari (48,24) Gabriel Santos (48,76) Marcelo Chierighini (47,72)         | 3:13,41 |       |